# اوتو، کوماموتو
اوتو در استان کوماموتو در کشور ژاپن واقع شده‌است  که دارای جمعیت ۳۷٬۸۹۷ نفر و مساحت ۷۴٫۱۹ کیلومتر مربع با تراکم جمعیت ۵۱۱  نفر در کیلومترمربع است و در تاریخ ۱ اکتبر ۱۹۵۸ به عنوان شهر شناخته شد.